# Pierre Colombier
Pour les articles homonymes, voir Colombier.
Pierre Charles Henri Colombier, parfois Pière Colombier, est un réalisateur et scénariste français, né le 18 mars 1896 à Compiègne (Oise) et mort le 25 janvier 1958 à Montrouge (Hauts-de-Seine). 

## Biographie

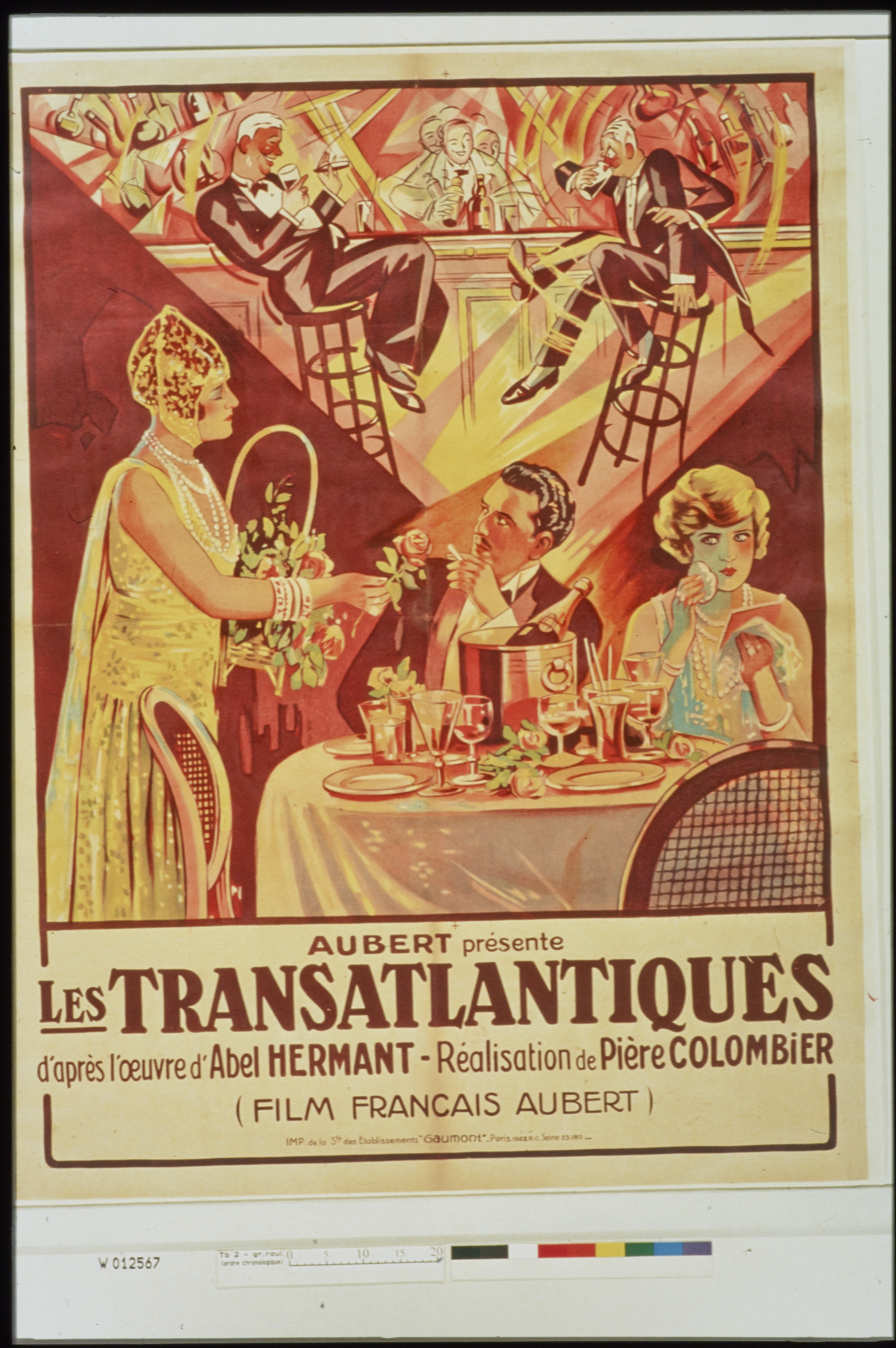
Affiche de l'adaptation au cinéma des Transatlantiques.

Son frère, Jacques Colombier, chef décorateur, réalisa la plupart des décors de ses films.
Ils sont les fils de l'architecte des hospices de Compiègne et de Noyon Eugène Alphonse Colombier (24/1/1860 Senlis) époux à Compiègne le 18/6/1895 de Louise Marie Rabot (16/3/1872 Compiègne - 1/1/1958 Asnières sur Seine), demeurant à Compiègne 4 rue des Minimes fille de Ludovic Etienne Rabot (1823 - après 1895) conseiller municipal de Compiègne et de Françoise Labergère (1823 - après 1895).
Petits fils de Jules Augustin Colombier (10/6/1820 Barberie - 16/7/1890 Senlis) et de Clémentine Antoinette Lange (1823 - après 1895).
Il se marie à Lardy (Essonne) le 28 juin 1933 avec une artiste américaine la danseuse de music-hall Joséphine "Florence" Walton (1890-1981).

## Filmographie
- 1920 : Les Étrennes à travers les âges
- 1921 : Le Pendentif
- 1922 : Le Noël du père Lathuile
- 1922 : Monsieur Lebidois propriétaire
- 1923 : Le Taxi 313-X-7
- 1923 : Soirée mondaine
- 1923 : Petit hôtel à louer
- 1923 : Par-dessus le mur
- 1924 : Le Mariage de Rosine
- 1925 : Amour et Carburateur
- 1926 : Mots croisés
- 1926 : Au revoir et merci
- 1926 : Paris en 5 jours
- 1926 : Jim la Houlette, roi des voleurs
- 1927 : Les Transatlantiques
- 1928 : Petite fille
- 1928 : Dolly
- 1930 : Chiqué
- 1930 : Je t'adore mais pourquoi
- 1930 : Le Roi des resquilleurs
- 1931 : Le Roi du cirage
- 1932 : Sa meilleure cliente
- 1932 : La Chanson d'une nuit (à confirmer)
- 1933 : Charlemagne
- 1933 : Ces messieurs de la Santé
- 1933 : Théodore et Cie
- 1934 : Une femme chipée
- 1934 : L'École des cocottes
- 1935 : La Marraine de Charley
- 1936 : Une gueule en or
- 1936 : Le Roi
- 1937 : Le Club des aristocrates
- 1937 : Ignace
- 1937 : Les Rois du sport
- 1937 : Balthazar
- 1938 : Le Dompteur
- 1938 : Tricoche et Cacolet
- 1939 : Quartier Latin